# La Selve (Aisne)
La Selve è un comune francese di 209 abitanti situato nel dipartimento dell'Aisne della regione dell'Alta Francia.

## Monumenti e luoghi d'interesse

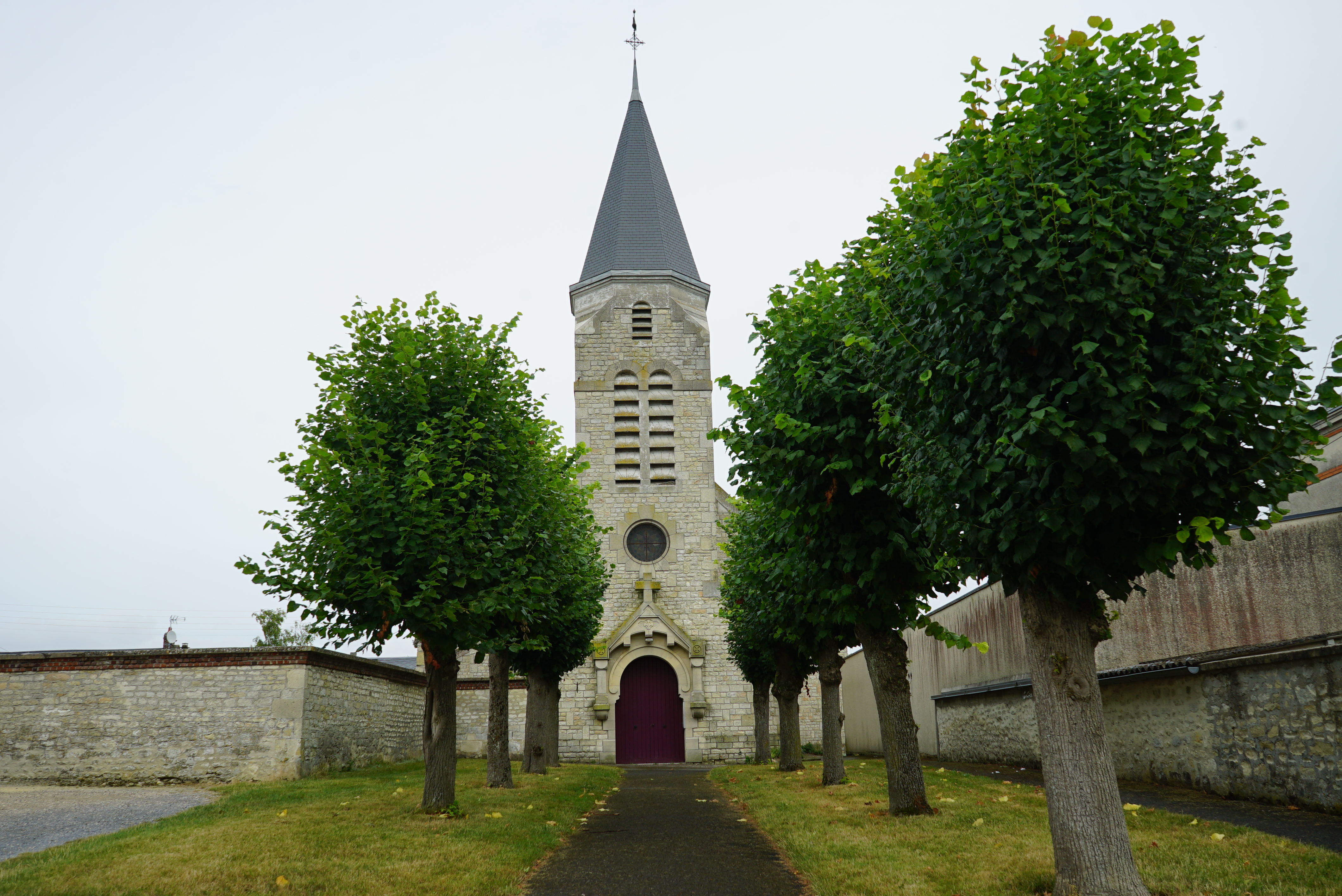
La chiesa e, sulla sinistra, il cimitero.
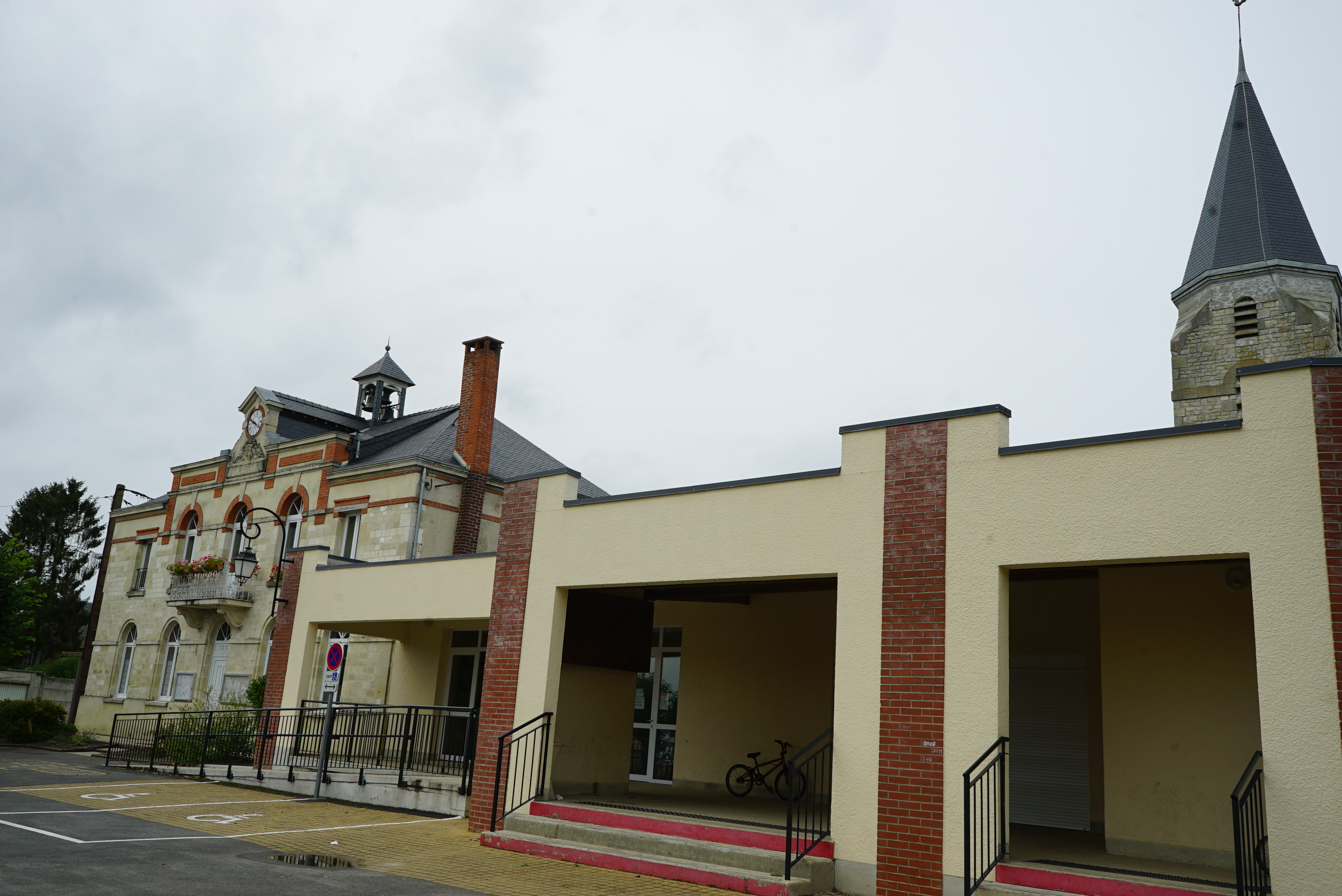
Il Municipio.

## Società

### Evoluzione demografica
Abitanti censiti